# Ils sont dans les vignes
Pour plus de détails, voir Fiche technique et Distribution.
Ils sont dans les vignes est un film français réalisé par Robert Vernay et sorti en 1952.

## Synopsis
Pierre Moreau est représentant de commerce pour le compte de la société Kocu-Kolu, boisson non alcoolisée. Il se rend en pays bourguignon où il espère profiter de la tenue d'un meeting de la ligue anti-alcoolique pour promouvoir son breuvage. En arrivant il sympathise et flirte avec Rose, la fille d'un bistrotier, mais sans lui révéler ses projets. Dans la ville tout le monde boit plus que de raison, y compris les gendarmes, le notables, le curé. Mais voici que le président de la section locale de la ligue anti-alcoolique décède subitement. Afin de ne pas annuler le meeting, un remplaçant lui est trouvé d'urgence, il s'agit du commissaire qui s'empresse d'accepter cet « honneur » et se met à faire du zèle anti-alcoolique. Les habitants décident de saboter le meeting de façon pacifique en remplaçant dans les verres des conférenciers le Kocu-Kolu par du vin nouveau.  Ces derniers commencent à boire et le meeting se tient dans un chahut indescriptible où tout le monde ne tarde pas à être ivre. Le préfet quitte les lieux prématurément et le meeting est un échec. Rose ne pardonne pas à Pierre Moreau de lui avoir caché son rôle dans cette affaire et la rage au cœur, décide de rompre. Mais finalement, ils se réconcilient. Moreau aidera Rose et son père à tenir le bistrot et ira même jusqu'à expulser ceux qui auront l'outrecuidance de réclamer qu'on leur serve du Kocu-Kolu

## Fiche technique
- Titre : Ils sont dans les vignes
- Autre titre : À votre santé
- Réalisation : Robert Vernay
- Scénario : Pierre Laroche, Pierre Scize
- Producteurs : Claude Dolbert, Paul Robin
- Société de production	: U.E.C. - Union Européenne Cinématographique
- Musique : Louis Gasté
- Image : René Gaveau
- Montage : Marthe Poncin
- Pays de production :  France
- Format : Noir et blanc - 1,37:1 - 35 mm  - Son mono
- Lieu de tournage : Côte-d'Or (en partie à Beaune)[1]
- Durée : 89 minutes
- Genre : Comédie
- Date de sortie :
  - France : 31 octobre 1952
- Affiche : Roger Rojac (France)

## Distribution
- Line Renaud : Rose Filhol
- Maurice Régamey : Pierre Moreau, représentant de la marque Kocu-Kolu
- Lucien Baroux : Commissaire Desbordes
- Suzanne Dehelly : Léontine Desbordes, l'épouse du commissaire
- Albert Préjean : Pimpin Desbordes
- Léon Belières
- Anne Carrère
- Raymond Cordy : Arbaner
- Robert Seller : Le sous-préfet
- Yvonne Dany
- Jean Daurand : Le 2e copain
- Paul Demange
- Jean Dunot
- Fernand Gilbert
- Henri Marchand : Le 1er copain
- Janine Zorelli

## Autour du film
- Le titre se réfère à la chanson à boire bourguignonne à succès Ils sont dans les vignes, les moineaux créé par Dranem en 1912.